# Point-Alpha-Weg

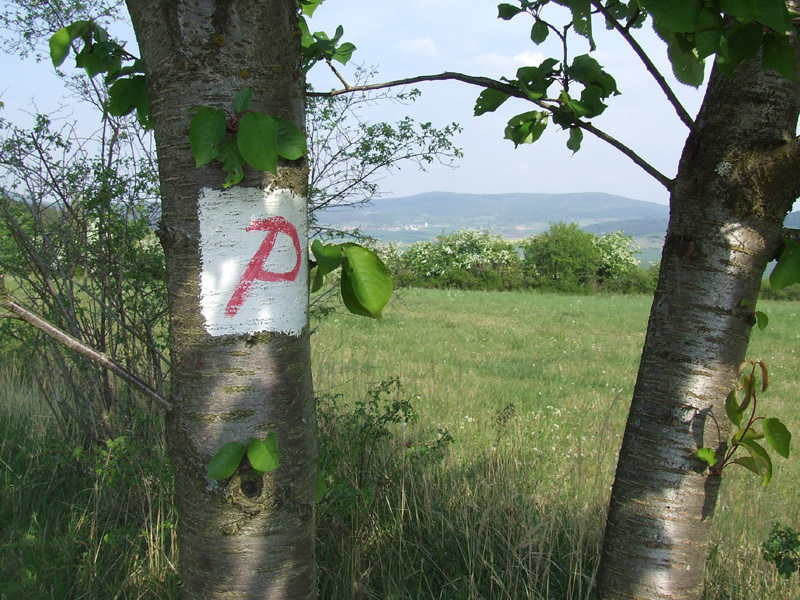
Markierung des Point-Alpha-Weges

Der Point-Alpha-Weg bei Geisa ist eine der Rhöner Extratouren. Neben dem Fernwanderweg Der Hochrhöner, der die Rhön von Bad Salzungen nach Bad Kissingen durchzieht, werden in der Rhön 20 Extratouren vom Deutschen Wanderinstitut als Qualitätswege mit dem Prädikat Deutsches Wandersiegel ausgezeichnet. Der Point-Alpha-Weg ist mit einem roten P auf weißen Grund markiert.

## Verlauf
Auf ca. 15 km zeigt der familiengeeignete Point-Alpha-Weg den Wanderern einige der schönsten Seiten des Ulstertals. Vom Schlossplatz in Geisa verläuft der Weg über den Gangolfiberg zum „Schlangenpfad“, wo sich der Weg durch den Wald schlängelt. Von hier aus geht es vorbei am Bocksberg in Richtung Schleid und weiter zum „Kreuz der Geiserämter“. Über den Ulsterblick mit dem eindrucksvollen Blick ins Ulstertal führt der Wanderweg wieder in Richtung Geisa zur Wiesenfelder Grotte und zur Grenzbegegnungsstätte Point Alpha, einem Brennpunkt des Kalten Krieges und heutigen Grenzmuseum. Der Hauptwanderweg des Rhönklubs (HWO1) führt wieder zum Ausgangspunkt Geisa mit dem historischen Markt und der Stadtpfarrkirche mit Glockenspiel.

## Galerie

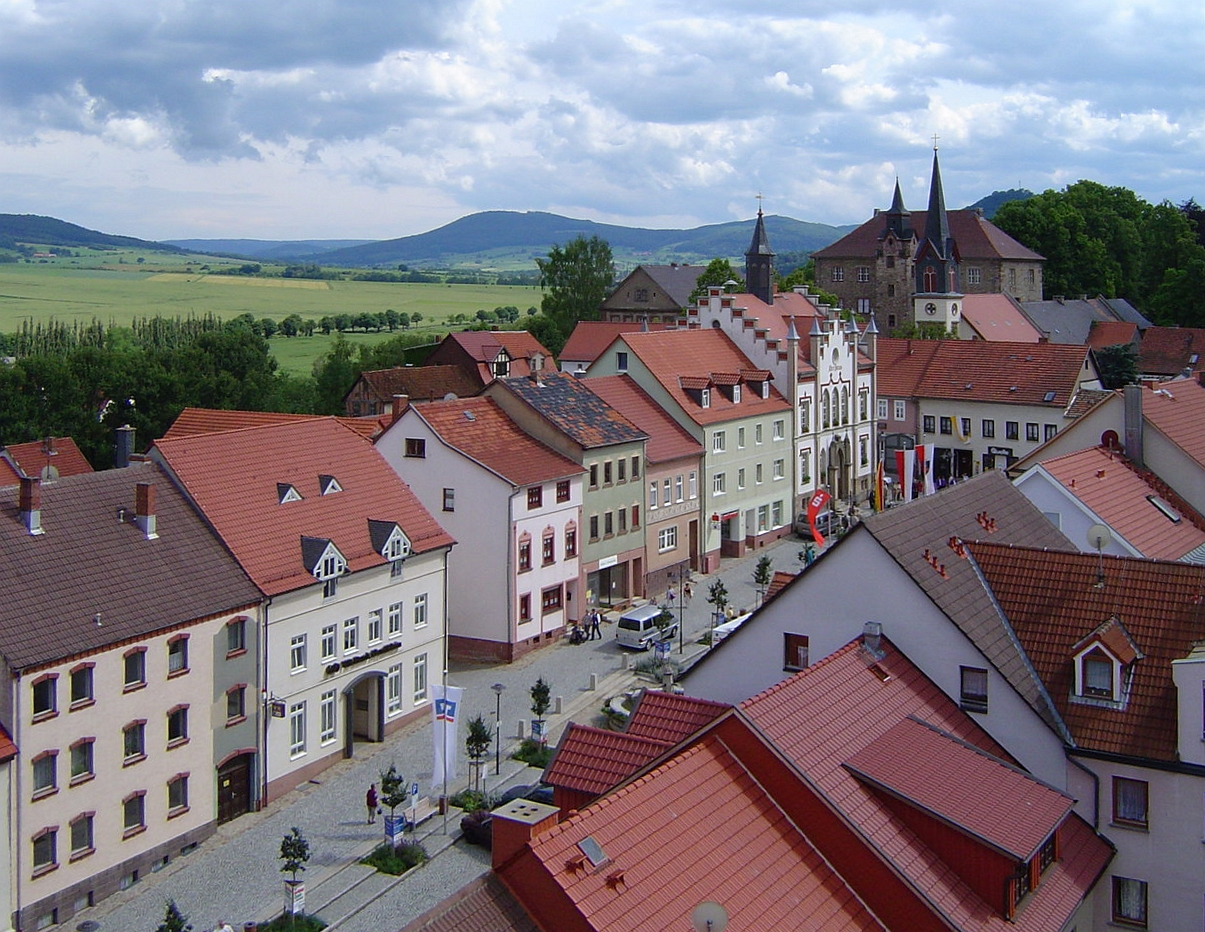
Marktplatz Geisa mit Blick Richtung Gangolfiberg
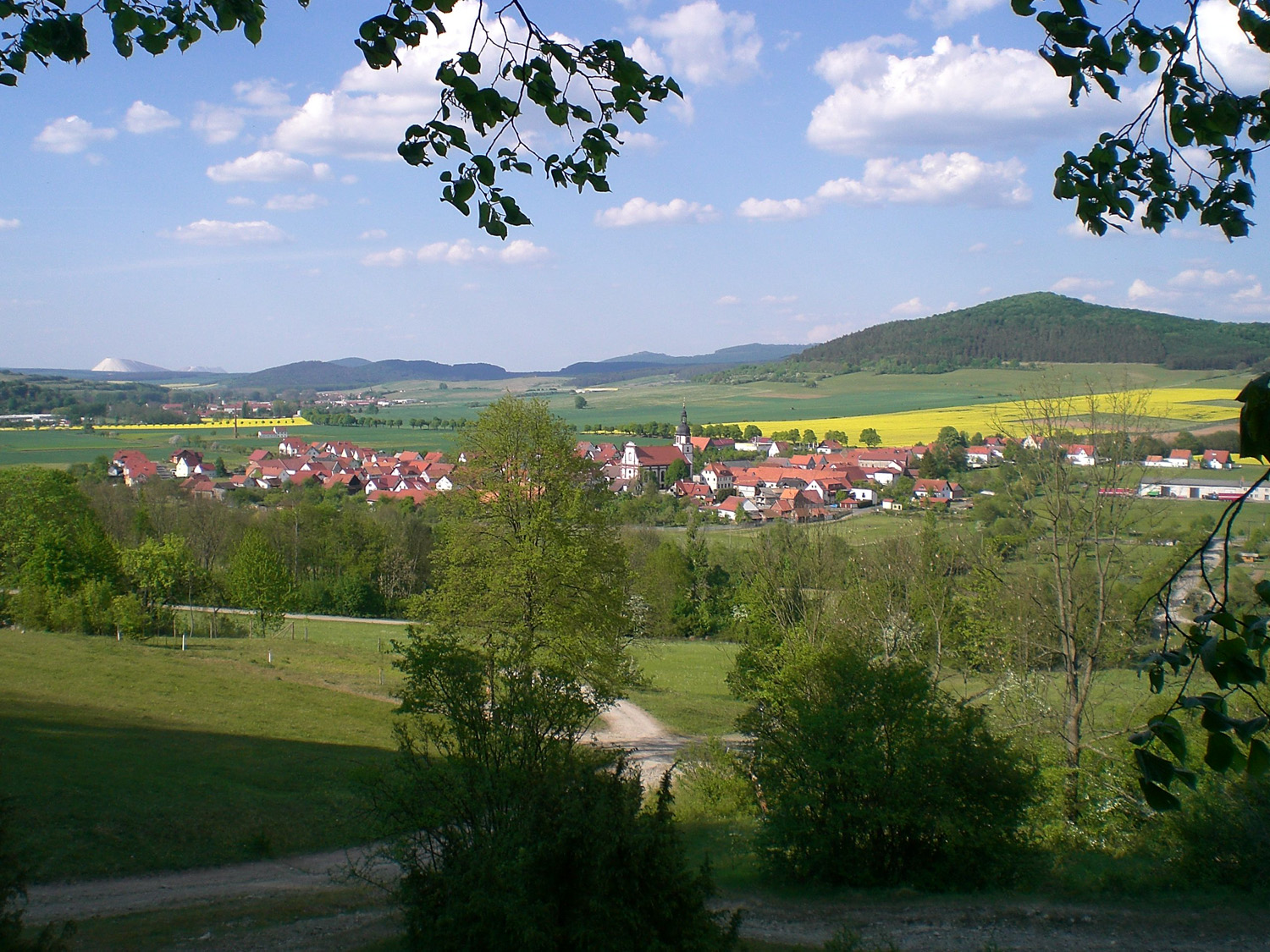
Blick auf Schleid im Ulstertal
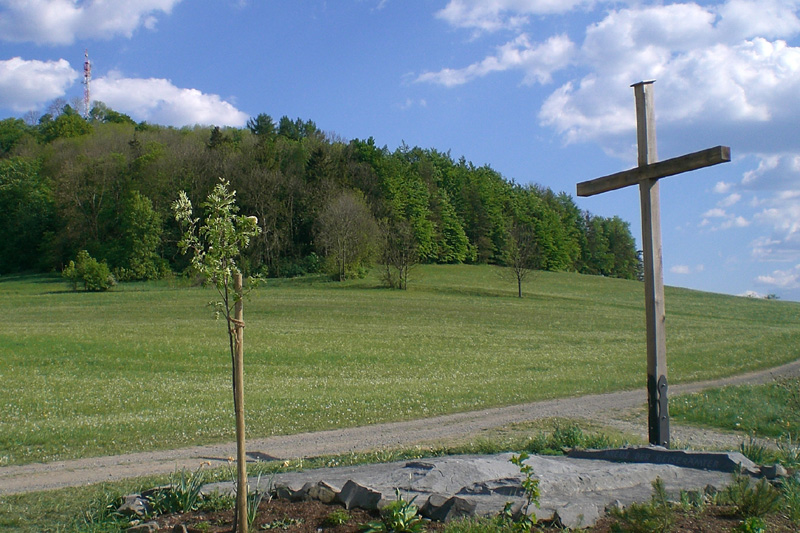
Das Kreuz der Geiserämter am Fuß des Rockenstuhls
Wandergruppe auf dem Point-Alpha-Weg